# KZIA
KZIA, bekannt als Z 102.9, ist ein privates Contemporary Hit Radio aus Cedar Rapids, Iowa. Der Sender hat den Slogan: „Today's Hit Music“.
Die Sendeanlage befindet sich in Hiawatha und erreicht weite Teile West-Iowas, einschließlich Cedar Rapids, Iowa City und Waterloo.